# Seidenfadenia
Seidenfadenia es un género monotípico de orquídeas epifitas. Su única especie: Seidenfadenia mitrata, es originaria de Asia.

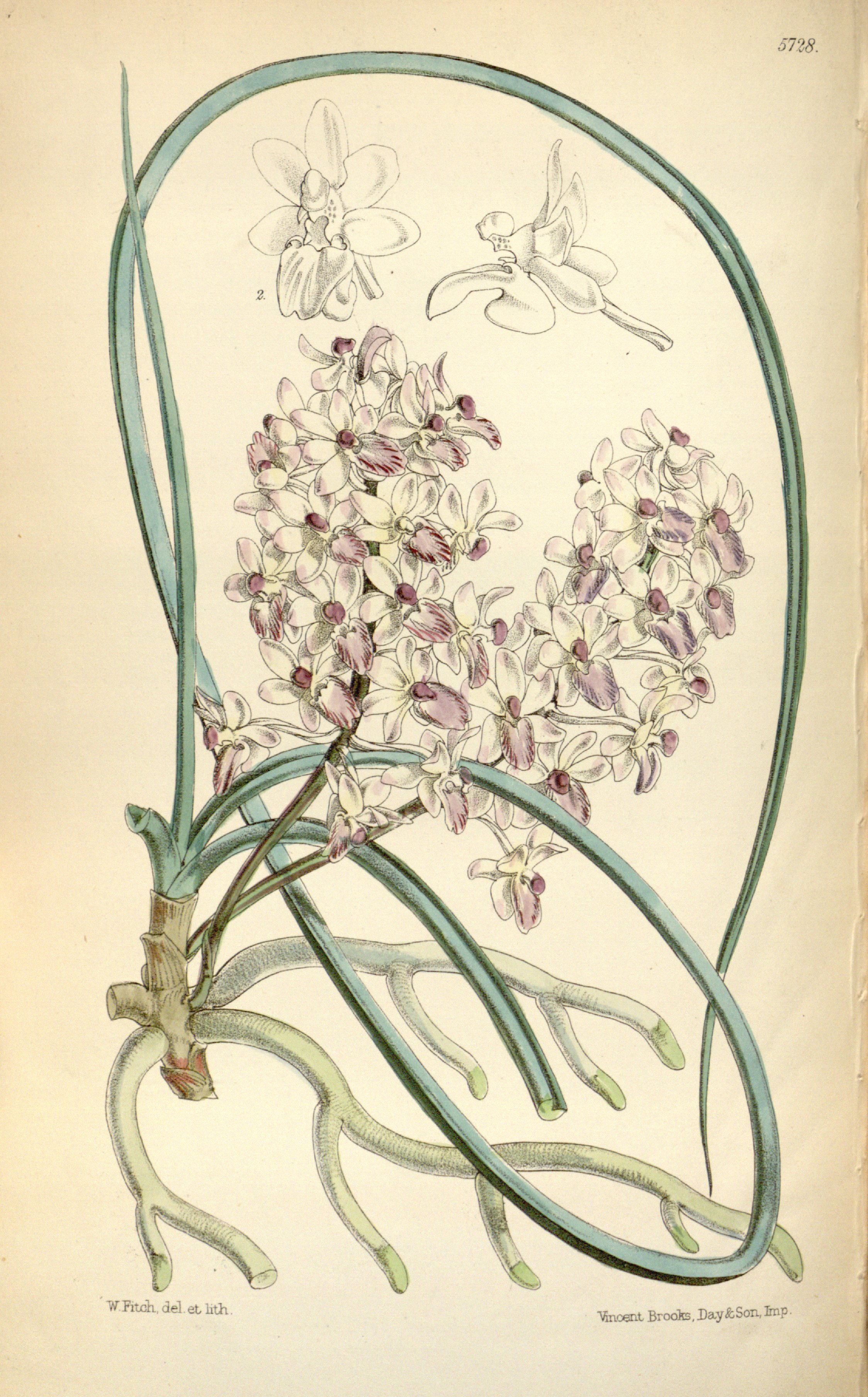
Ilustración

## Descripción
Es una orquídea de tamaño pequeño  que prefiere el clima fresco al cálido, con hábito de epifita monopodial que tiene un tronco corto que lleva hojas colgantes, semi-cilíndricas, acanaladas en la parte superior y acuminadas. Florece en primavera en una inflorescencia axilar, erecta, de 15 cm de largo con 10 +  flores, es más corta que las hojas,  no está ramificada y tiene brácteas ovado-triangulares y flores dulcemente fragantes.

## Distribución y hábitat
Se encuentra en Birmania y Tailandia, a una altitud de 100 a 800 metros.

## Taxonomía
Seidenfadenia mitrata fue descrita por (Rchb.f.) Garay y publicado en Botanical Museum Leaflets 23(4): 204. 1972.
Sinonimia
- Aerides mitrata Rchb.f.